# (37528) 1975 SX
1975 SX (asteroide 37528) é um asteroide da cintura principal. Possui uma excentricidade de 0.14865000 e uma inclinação de 1.52377º.
Este asteroide foi descoberto no dia 30 de setembro de 1975 por Schelte J. Bus em Palomar.